# Vogelsang, Odertal
Vogelsang är en kommun och ort i Landkreis Oder-Spree i förbundslandet Brandenburg i Tyskland.
Kommunen är ingår i kommunalförbundet Amt Brieskow-Finkenheerd, där även grannkommunerna Brieskow-Finkenheerd, Groß Lindow, Wiesenau och Ziltendorf ingår.